# Chris Bolczek
Chris H. Bolczek (Velsen, 2 augustus 1948) is een Nederlands acteur, zanger en editor.

## Orkater
Bolczek begon zijn loopbaan in 1972 bij de muziektheatergroep Hauser Orkater en was daar acteur, zanger en decorontwerper. Deze groep maakte een mengeling van absurd theater, bijzondere beelden en eigenzinnige popmuziek, en boekte daarmee veel succes, binnen en buiten Nederland. Hij bleef verbonden aan de opvolgers van Hauser Orkater, zoals theatergroep De Mexicaanse Hond van Alex van Warmerdam. Ook speelde Bolczek in twee van films uit de Warmerdam/Orkater-stal, te weten Abel (1986) en de Noorderlingen (1992).

## Televisie
Bolcek speelde ook in andere theatergroepen, films en televisieproducties. Van 2003 t/m 2007 was hij te zien in de theatervoorstellingen Buren gluren en Mama is jarig!.  Hij speelde een politieagent in de films Mijn Franse tante Gazeuse, Abeltje en in Minoes. Andere rollen vertolkte hij in Ibbeltje en in Pluk van de Petteflet. Bij kinderen die opgroeiden in de jaren 80/90 is hij vooral bekend als Buurman Bolle, uit de gelijknamige televisieserie van de VPRO welke uitgezonden werd op zondagochtend als onderdeel van wat later in de jaren 90 de naam Villa Achterwerk kreeg. Verder vertolkte hij gastrollen in onder meer Baantjer, Unit 13, en in Keyzer & De Boer Advocaten. 
Chris Bolczek woont in Amsterdam en heeft daar zijn eigen montagestudio.